# Prinsessor bor någon annanstans
Prinsessor bor någon annanstans är en popsång skriven av Anders Glenmark och Leif Käck. Den spelades in av Glenmark och utgavs som singel 1989 och 1990 på hans album Jag finns här för dig. Den utgjorde också B-sida på CD-singelversionen av "Hon har blommor i sitt hår".
Låten låg tre veckor på Trackslistan mellan den 25 november och 9 december 1989, som bäst på plats 12.

## Låtlista
- "Prinsessor bor någon annanstans" – 3:40
- "Prinsessor bor någon annanstans" (akustisk version) – 3:05